# Гипернормализация
«Гипернормализация» (англ. HyperNormalisation) — документальный фильм 2016 года компании Би-би-си британского режиссёра Адама Кёртиса. В фильме утверждается, что с 1970-х годов правительства, финансисты и технологические утописты отказались от комплекса «реального мира» и построили простой «фальшивый мир», который находится в ведении корпораций при поддержке политиков. Фильм выпущен 16 октября 2016 года на BBC iPlayer.

## Этимология
Термин «гипернормализация» взят из книги Алексея Юрчака «Это было навсегда, пока не кончилось» (2006), в которой рассказывается о парадоксах жизни в СССР в последние 20 лет его существования. Профессор антропологии в университете Калифорнии (Беркли) Юрчак утверждает, что все предчувствовали крушение системы, но никто не представлял альтернативы; политики и граждане смирились с необходимостью притворного существования общества. Со временем это заблуждение стало самоисполняющимся пророчеством, и «подделку» приняли за настоящее. Данный эффект Юрчак назвал «гипернормализацией».

## Части
Фильм состоит из девяти частей.

### 1975
Финансовый кризис в Нью-Йорке и появление идеи о возможности управления обществом финансовыми системами; челночная дипломатия между тогдашним госсекретарём США Генри Киссинджером и ближневосточными лидерами арабо-израильского конфликта и последующий уход Хафеза Аль-Асада в Сирии; наступление гипернормализации в СССР (музыкальной темой выступает песня Янки Дягилевой «Печаль моя светла»).

### Человеческая бомба
В результате участия США в ливанской войне 1982 года аль-Ассад заключил союз с иранским лидером Рухоллой Хомейни. Они планировали вытолкнуть США из Ближнего Востока, призывая граждан к подрыву себя у американских объектов в регионе, и тем самым избегая прямого конфликта. В феврале 1984 года США вывели все свои войска из Ливана, по словам тогдашнего госсекретаря США Джорджа Шульца из-за того, что американцы «были парализованы сложностью, с которой столкнулись».

### Изменённые состояния
К середине 1980-х банки и корпорации объединились компьютерными сетями, чтобы создать скрытую систему питания. Технологический утопизм, берущий начало в контркультуре 1960-х годов, также видел в сети Интернет возможность создать альтернативный мир, свободный от политических и юридических ограничений.

### Кислотный флэшбэк
Джон Перри Барлоу рассматривал киберпространство как эквивалент кислотных тестов. Будучи приверженцем ЛСД (также известного как «кислота») — контркультуры 1960-х годов, Барлоу основал Фонд электронных рубежей и написал манифест «Декларация о независимости киберпространства». Адресовываясь политикам, он заявил, что «глобальное социальное пространство мы строим для естественной независимости от тираний, которые вы стремитесь навязать нам». Два компьютерных хакера Phiber Optik и Acid Phreak знали, что в настоящих корпорациях используют интернет, чтобы оказывать большее влияние на жизнь людей, чем оказывалось правительствами в прошлом. Хакеры продемонстрировали, что иерархии существуют онлайн на примере кредитной истории Барлоу в компании TRW Inc..

### Полковник
В этой части описана администрация Рейгана, использующая Муаммара Каддафи как пешку в своей стратегии общественных отношений (PR) для создания упрощённой, однозначной внешней политики, где обвиняла его в атаке на аэропорты Рима и Вены в 1985 году и во взрыве на берлинской дискотеке в 1986 году, что привело к гибели американских солдат. Европейская служба безопасности обвинила в трагедиях сирийские спецслужбы. Каддафи охарактеризован стремящимся к увеличению своего авторитета в революционном Арабском мире. В 1986 году спустя 10 дней после взрыва на дискотеке США бомбили Ливию, главным образом ради PR-повода, поскольку нападение на Сирию было слишком рискованно.

### Истина где-то рядом
Данная часть открывается появлением НЛО, зафиксированным людьми в США. Утверждается, что феномен НЛО в 1990-х годах появился в результате действий контрразведки, чтобы заставить людей поверить в инопланетян для сокрытия испытаний секретных высокотехнологичных систем вооружения американских военных сил во время и после Холодной войны. Сверхсекретные записки подделывались в «Управлении специальных расследований ВВС США» и выдавались за исследования уфологов, которые распространяют теории заговора.
Так называемый метод «управление восприятием» (англ. perception management) призван отвлечь людей от сложностей реального мира. Говорится об оторванности американских политиков от действительности. Распад Советского Союза в конце 1980-х годов застал Запад врасплох, поскольку реальность становилась всё менее и менее важной. Видео о спортивных упражнениях Джейн Фонды показаны для иллюстрации того, что социалисты оставили попытки изменить реальный мир и сосредоточились на себе, поощряя других поступать так же. Видео перемежается с кадрами Николае Чаушеску с женой Еленой, которых расстреляли и похоронили после румынской революции 1989 года.

### Управляемые результаты
Левый немецкий политический теоретик Ульрих Бек после распада Советского Союза видит мир слишком сложным, чтобы изменить его. Бек утверждает, что политики должны просто держать Запад готовым к прогнозированию и избеганию рисков. Кёртис смотрит на Аладдина — компьютер, который управляет около 7 % мировых финансовых активов, и анализирует прошлое, чтобы предвидеть грядущее, а также как анти-депрессанты и социальные медиа успокаивают людей.

### Поучительная история
Начало этой части предупреждает о невозможности предсказать будущее, используя данные из прошлого. Кёртис рассказывает историю о шулере Джессе Маркуме, нанятом Дональдом Трампом для анализа азартных игр Акио Касиваги, разорявших Трампа в его казино «Трамп Тадж Махал» в Атлантик-Сити. Пытаясь не допустить банкротства казино, Маркум разработал модель взыскания денег с Касиваги суммой 10 миллионов долларов. Но перед осуществлением платежа Касиваги был убит якудзами, а казино разорилось, отчего Трампу пришлось продать много своих активов банкам.
Внимание переключается на Ближний Восток и на взрыв самолёта над Локерби в 1988 году. Кёртис говорит, что сразу после крушения журналисты и следователи обвинили Сирию, якобы отомстившую за сбитый ВМС США иранский авиарейс 655. Это принималось за правду, пока органы безопасности США не сообщило о причастности к взрыву Ливии. Некоторые журналисты и политики считают, что Запад пытались успокоить сирийского лидера, которого США и Великобритании хотелось видеть союзником в предстоящей войне в Персидском заливе.
Кёртис обращает внимание на перенятие тактики смертников от шиитов к суннитам и нападение на жителей Израиля представителями группировки ХАМАС в 1990-е годы. Политический паралич привёл к торможению Израильско-палестинского мирного процесса. Он описан как непреднамеренное последствие реакции Израиля на убийство израильского пограничника в 1992 году.
Фрагменты фильмов-катастроф до террористического акта 11 сентября показывают атаки на Нью-Йорк инопланетными захватчиками, метеоритами и цунами. Кёртис утверждает, что такие фильмы характеризуют настроение неопределённости, которое охватило США в конце XX века.
Кёртис показывает, как Муаммара Каддафи Запад превратил в «нового лучшего друга».

### Мир без силы
Влияние иракской войны наносит ущерб американской психике, и люди отступают в киберпространство. Джуда Перл создал Байесовские сети, которые имитируют поведение человека. Его сын Дэниел Перл стал первым американцем, чьё обезглавливание сняли на видео и выложили в YouTube.
Между тем, алгоритмы социальных медиа показывают информацию, которая нравится пользователям и, следовательно, не бросает вызов прежним убеждениям. Несмотря на это, захват Уолл-Стрит возник при попытке сломать систему, имитируя систему безлидерства, чем представлялся однажды интернет. Используя этот, развилась Египетская революция 2011 года.
Великобритания, Франция и США отвернулись от Муаммара Каддафи, когда народ восстал против него. США сбрасывали бомбы с беспилотников, а потом демонстрировали кадры захвата повстанцами Каддафи.
Ни захват Уолл-Стрит, ни арабские вёсны не помогли революционерам.
В России Владимир Путин и его кабинет политтехнологов создали массовый беспорядок. Владислав Сурков использует идеи искусства для превращения российской политики в сомнительный театр. Дональд Трамп применял те же приёмы в своей президентской кампании, используя язык Захвати Уолл-Стрит и крайне расистские правые идеи. Кёртис утверждает, что Трамп «победил журналистику», высказывая не имеющие значения факты.
Попытка американских левых противостоять Трампу в интернете не приносит результата. В действительности, они лишь кормят социальные медиа-корпорации, которые оценили их множественные клики.
Революция в Сирии становится более порочной и жестокой. Технология смертников, по мнению Кёртиса, введена Хафезом Асадом, чтобы объединить Ближний Восток, но лишь разрывает его на части. Россия использует Сурковскую концепцию «нелинейной войны», чтобы сохранить Сирию дестабилизированной. Россия обещала, но не оставила Сирию.
Абу Мусаб аль-Сури в Сирии утверждает, что террористы не должны вести крупномасштабные атаки, наподобие Усамы Бен Ладена, но наносить точечные удары по всему Западу, чтобы сеять страх и хаос, чему сложнее противостоять. Эта дестабилизация психики Запада ведёт к проведению Брекзита и популярности Дональда Трампа.
Фильм заканчивается видеорядом на песню Барбары Мандрелл:

Don’t help me set the table

Cause now there’s one less place

I won’t lay mama’s silver

For a man who won’t say grace

If home is where the heart is

Then your home’s on the street

Me, I’ll read a good book

Turn out the lights and go to sleep.

— «Standing Room Only»

## Кадры
Гипернормализация широко использует кадры из архивов Би-би-Си и включает материал, отснятый специально для документального фильма.
Также использовались кадры из фильмов: Semiotics of the Kitchen (1975), Доктор Стрейнджлав (1964), «Сталкер» (1979), «Трон» (1982), «Столкновение с бездной» (1998), День Независимости (1996), Годзилла (1998), Армагеддон (1998), Скала (1996), и «Кэрри» (1976) и различных онлайн-видео.

## Награды и номинации
| Год  | Ассоциация                | Категория  | Номинант(ы) | Результат |
| ---- | ------------------------- | ---------- | ----------- | --------- |
| 2017 | Diversity in Media Awards | Фильм года | Номинация   |           |